# Lim Kit Siang
Lim Kit Siang (en chino: 林吉祥; en pinyin: Lín Jíxiáng; Peh-oe-ji: Lîm Kit-siâng; Batu Pahat, 20 de febrero de 1941) es un político malayo y líder del Partido de Acción Democrática, el principal partido de la oposición malaya. Es también padre del actual jefe de gobierno del estado de Penang, Lim Guan Eng.

## Carrera política

### Miembro del parlamento
Lim se inició en la política cuando fue Secretario Nacional de Organización del Partido de Acción Democrática de 1966 a 1969. Al mismo tiempo, también se le encomendó editar el periódico del partido, el Rocket. El curso del panorama político cambió cuando fue ascendido a Secretario General en 1969 después de actuar como Secretario General interino por un breve tiempo durante un período turbulento en la historia del país. Se considera un socialista democrático y también un partidario de la socialdemocracia.
Fue elegido por primera vez como diputado para el escaño de Bandar Melaka en 1969. Sin embargo, inicialmente se consideró que su elección era nula porque la ley prohibía a un agente electoral que anteriormente no había cumplido con sus deberes presentarse a las elecciones en el futuro. El primer ministro de Malasia, Tun Abdul Razak, presentó una moción en el Parlamento para evitar que Lim se desempeñe como diputado, concediéndole en cambio un período de tiempo para solicitar el perdón real del Yang di-Pertuan Agong (jefe de Estado). Después de recibir el perdón real, a Lim se le permitió conservar su escaño.
Exceptuando la legislatura de 1999 a 2004, tiempo durante el cual perdió su escaño debido al desencanto chino con el DAP por haber formado coaliciones electorales con el partido islamista PAS, Lim representó a varios distritos electorales en cinco estados:
- Bandar Melaka (1969-1974)
- Kota Melaka (1974-1978)
- Petaling, Selangor (1978-1982)
- Kota Melaka (1982-1986)
- Tanjong, Penang (1986-1999)
- Ipoh Timor, Perak (2004-2013)
- Gelang Patah, Johor (desde 2013)

### Detenciones sin juicio
En 1969, Kit Siang fue detenido por la Ley de Seguridad Interna durante dieciocho meses. Diez años más tarde, en 1979, fue declarado culpable de cinco cargos bajo la Ley de Secretos Oficiales por exponer un trato de armas inapropiado entre el gobierno y una compañía suiza.
Lim fue una de las personas arrestadas durante la "Operación Lalang" en 1987. Pasó diecisiete meses en prisión bajo la Ley de Seguridad Interna. que permite dos años de detención sin juicio a discreción del Ministro del Interior. La sentencia de dos años puede, en la práctica, extenderse indefinidamente sin ninguna vía para el debido proceso o apelación.

## Vida personal
Lim fue educado en Lincoln's Inn en 1977. Está casado y tiene cuatro hijos. Desde 1978, es autor de 34 libros.